# ATV Quad Power Racing 2
ATV Quad Power Racing 2 é um videojogo de corrida lançado em 2003, sendo a sequência do ATV Quad Power Racing.